# Pristimantis delius
Espèce
Synonymes
- Eleutherodactylus delius Duellman & Mendelson, 1995

Statut de conservation UICN

 DD  : Données insuffisantes
Pristimantis delius est une espèce d'amphibiens de la famille des Craugastoridae.

## Répartition
Cette espèce est endémique de la province de Loreto dans la région de Loreto au Pérou. Elle se rencontre à environ 183 m d'altitude. 
Sa présence est incertaine en Équateur.

## Description
La femelle holotype mesure 30,9 mm.

## Étymologie
Cette espèce est nommée en référence à Carlos Delius, président de l'Occidental Petroleum of Peru, pour son soutien logistique.

## Publication originale
- Duellman & Mendelson, 1995 : Amphibians and reptiles from northern Departamento Loreto, Peru: taxonomy and biogeography. University of Kansas Science Bulletin, vol. 55, no 10, p. 329-376 (texte intégral).